# Gemeinde Šalovci
Šalovci (ungarisch Sal, deutsch Schlabing) ist der Name einer Gemeinde und der namensgebenden Ortschaft in Goričko, dem hügeligen Teil der historischen Region Prekmurje in Slowenien.

## Geografie

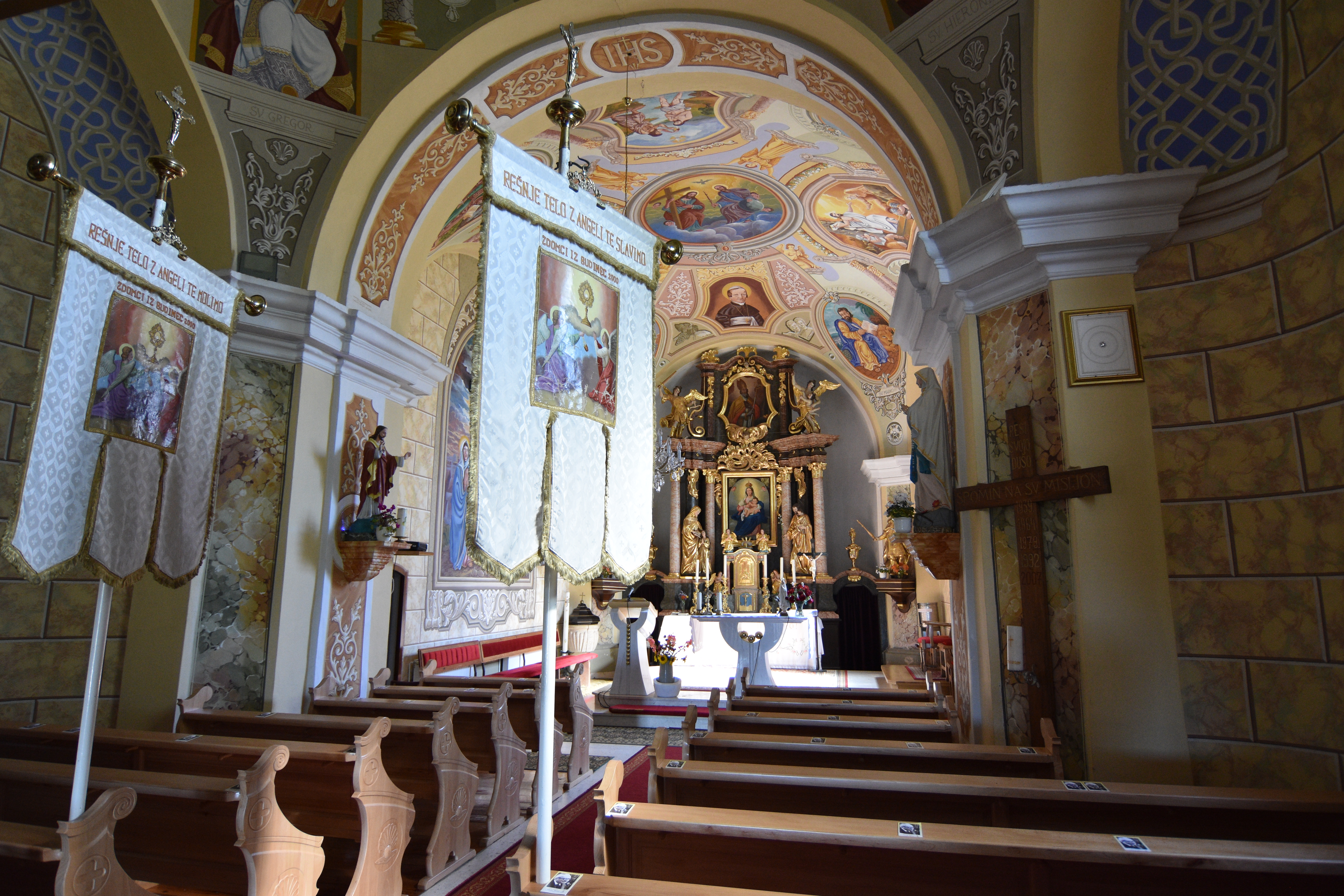
Kirche Dolenci

Die Kommune nimmt den nordöstlichen Bereich des Hügel- und Grabenlandes von Goričko ein. Das Gebiet der Gesamtgemeinde Šalovci erstreckt sich über eine Fläche von 58,2 km² und grenzt im Norden und Südosten an das Komitat Vas/Eisenburg in Ungarn, außerdem an die slowenischen Nachbargemeinden Hodoš im Osten, Moravske Toplice im Süden und Gornji Petrovci im Westen.
Der Gemeindebereich umfasst die Quellgebiete des Flüsschens Kerka (Velika Krka) und der Bäche Markovski potok, Budinski potok und Dolenski potok bis zur Wasserscheide von Mur und Raab. Außerdem wird das Gemeindegebiet noch von den Gewässern Adrijanski potok, Peskovski potok und Mala Kerka in westöstlicher Richtung durchflossen. Die Höhen über dem Meer der einzelnen Niederungen und Bachläufe liegen durchschnittlich bei 250 m. Markante Höhenpunkte von Bergkuppen und Hügeln sind: Stroski vrh (375 m), Veliki breg (Köles-hegy, 378 m), Gorički breg (362 m), Bejčin breg (333 m) im Norden, und Šintarski breg (338 m), Novi vrh (326 m) im Süden des Gemeindegebiets. Das gesamte Gemeindegebiet gehört dem Dreiländerpark Raab-Goričko-Örseg an.

## Orte und Einwohner
Die Kommune setzt sich aus sechs Ortschaften zusammen. Hinter den heutigen Ortsnamen sind die amtlichen ungarischen Exonyme von 1890 in Klammern angeführt.
- Budinci (Bűdfalva)
- Čepinci (ung. Kerkafő, dt. Spitzberg)
- Dolenci (ung. Dolány, dt. Dolinz) bestehend aus den Ortsteilen (ung. Kisdolány, dt. Klein Dolinz) und (ung. Nagydolány, dt. Groß Dolinz)
- Domanjševci (ung. Domonkosfa, dt. Sankt Domenikus)
- Markovci (Marokrét)
- Šalovci (ung. Sal, dt. Schlabing)

## Nachbargemeinden
|                 | Ungarn                                      |        |
| Gornji Petrovci | Kompassrose, die auf Nachbargemeinden zeigt | Hodoš  |
|                 | Moravske Toplice                            | Ungarn |

## Verkehr
Šalovci liegt an der Bahnstrecke Zalalövő–Murska Sobota.